# ساردارا
ساردارا (به ایتالیایی: Sardara) یک کومونه در ایتالیا است که در استان مدیو کامپیدانو واقع شده‌است.

## خصوصیات
ساردارا ۵۶٫۱ کیلومترمربع مساحت و ۴٬۳۳۱ نفر جمعیت دارد.